# Stephenson's Rocket
Stephenson's Rocket was een vroege stoomlocomotief met de asindeling A1 (0-2-2 volgens Whyte-notatie), gebouwd in 1829 door Robert Stephenson and Company in Newcastle.

## Ontwerp

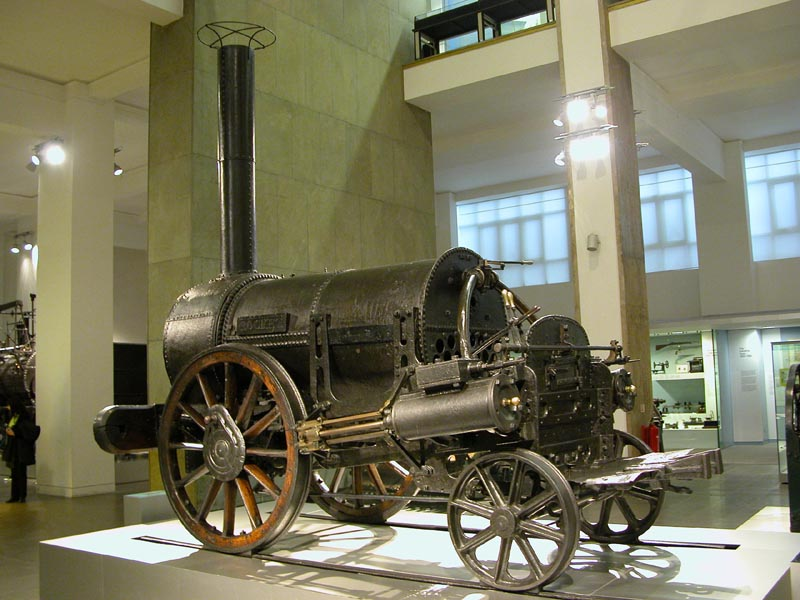
De Rocket in het Science Museum (Londen)

De Rocket was niet de eerste stoomlocomotief. Richard Trevithick bouwde 25 jaar eerder de eerste stoomlocomotief op rails, maar zijn ontwerp kwam niet verder dan de experimentele fase. Toen volgde de eerste commercieel succesvolle tweecilinder stoomlocomotief (The Salamanca), gebouwd door Matthew Murray in Holbeck voor de Middleton Railway tussen Middleton en Leeds, West Yorkshire. George Stephenson en anderen hadden eerder al stoomlocomotieven ontwikkeld; de Rocket was op sommige vlakken dan ook eerder een evolutie dan een revolutie.
De faam van de Rocket komt doordat hij de eerste "moderne" locomotief was waarbij verschillende nieuwe technologieën, waarvan enkele nog in de experimentele fase zaten, werden gebruikt om de toen meest geavanceerde locomotief te produceren.
De Rocket maakte gebruik van een stoomketel die 25 vlampijpen bevatte. Dit maakte de warmtegeleiding tussen de verbrandingsgassen en het water efficiënter en effectiever. Eerdere locomotieven hadden ketels met één vlampijp, omgeven door water. In navolging hiervan werden er bij volgende ontwerpen ook meer vlampijpen in de ketel gebruikt. Dit was een belangrijke verbetering, doordat hierdoor sneller stoom geproduceerd kon worden. Daarnaast werd de verbruikte stoom niet zomaar vrijgelaten, maar via een afvoerpijp samen de verbrandingsgassen de schoorsteen ingevoerd, waardoor de schoorsteentrek verbeterde.

## Geschiedenis
De Rocket was ontworpen om te concurreren in de Rainhill Trials, een wedstrijd gehouden van 6 tot 14 oktober 1829 om een stoomlocomotief te kiezen die gebruikt kon worden voor de Liverpool and Manchester Railway (L&MR). Van de vijf nieuwkomers werden slechts drie als serieuze kanshebbers gezien: de Rocket, de Novelty en de Sans Pareil. De Rocket was het snelst en werd tot winnaar uitgeroepen. De Rocket voldeed aan de belangrijkste eis van de wedstrijd, dat een afstand van 80 km met wagons kan worden afgelegd met een normale hoeveelheid brandstof. De Rocket haalde een gemiddelde snelheid van 19 km/h met een belasting van 13 ton en 47 km/h zonder belasting.
De Rocket werd op 15 september 1830 in gebruik genomen door de L&MR. Na afloop van de openingsrit (waarbij veel hoogwaardigheidsbekleders aanwezig waren) werd het parlementslid William Huskisson door de Rocket overreden, waarbij hij kwam te overlijden. Hij werd daardoor de eerste persoon die is omgekomen bij een spoorwegongeval met een reizigerstrein.

## Tegenwoordig
De oorspronkelijke Rocket uit 1829 is tegenwoordig voor iedereen vrij te bezichtigen op de begane grond van het Science Museum in Londen op de afdeling Making the Modern World. Naast de Rocket staat de Puffing Billy, de oudst bewaarde locomotief in de wereld.
Daarnaast zijn er minstens vijf replica's vervaardigd. Buster Keaton had in 1923 een werkende replica van de Rocket gebouwd voor de film Our Hospitality. Twee jaar later werd deze ook gebruikt in Al St. Johns film The Iron Mule, geregisseerd door Roscoe "Fatty" Arbuckle. Verdere details over deze replica zijn onbekend. Er zijn nog ten minste twee andere replica's van de Rocket in de Verenigde Staten. Een daarvan werd in 1929 gebouwd door Robert Stephenson and Hawthorns voor het Henry Ford Museum in de voorstad Metro Detroit van Dearborn. De andere staat in het Museum of Science and Industry in Chicago. De oudste replica van de Rocket in ware grootte schijnt te zijn afgebeeld op een ansichtkaart van London & North Western Railway vóór 1923.
Een opengewerkte statische replica werd in 1935 gebouwd en is vele jaren naast het origineel in het Science Museum in Londen tentoongesteld. In 1979 bouwde Locomotion Enterprises ter ere van haar 150e verjaardag een replica van de Rocket. Deze heeft een iets kortere schoorsteen dan het origineel om over de brug in Rainhill te kunnen: de bedding is dieper dan in de 19e eeuw, waardoor er minder hoofdruimte is. Beide replica's staan tegenwoordig in het National Railway Museum in York.
Ook heeft The Rocket inmiddels zijn intrek gekomen in een film van Thomas de Stoomlocomotief: Thomas and friends in koning van het spoor. Hierin wordt The Rocket alleen Stephen genoemd.